# Нез-Перс (округ)
Нез-Перс (англ. Nez Perce) — округ в штате Айдахо. Административным центром является город Льюистон.

## История
Округ Нез-Перс был образован 4 февраля 1864 года. Название округу было дано по индейскому племени не-персе, жившему на территории округа. Первыми белыми людьми, прошедшими землями округа, были Мериуэзер Льюис и Уильям Кларк в рамках своей экспедиции.

## Население
По состоянию на июль 2008 года население округа составляло 38 975  человек. С 2003 года население увеличилось на 1 274 человека, то есть на 3,38 %. Ниже приводится динамика численности населения округа.

## География
Округ Нез-Перс располагается в северо-центральной части штата Айдахо. Площадь округа составляет 2 218 км², из которых 19 км² (0,85 %) занято водой.
|                        | Уитмен (шт. Вашингтон) | Лейто  | Клируотер |  |
| Асотин (шт. Вашингтон) | север                  | Льюис  |           |  |
| Асотин (шт. Вашингтон) | Нез-Перс               | Льюис  |           |  |
| Асотин (шт. Вашингтон) | юг                     | Льюис  |           |  |
| Уоллоуа (шт. Орегон)   |                        | Айдахо |           |  |

### Дороги
- — US 12
- — US 95
- — US 195
- — ID-3

### Города округа
- Калдесак
- Лапвай
- Льюистон
- Пек

### Достопримечательности и охраняемые природные зоны
- Национальный заказник Клируотер (частично)
- Национальный исторический парк Нез-Перс (частично)
- Национальный заказник Уоллоуа-Уитмен (частично)